# サンデーイベントアワー
『サンデーイベントアワー』は、1978年4月から1995年9月まで5期にわたってフジテレビが日曜昼の時間帯に編成していた単発特別番組枠である。

## 概要
第1期ではスポーツ番組の放送が中心で、それまで単独番組として放送されていた『アメリカ大リーグ実況中継』（現・『L!VE MAJOR LEAGUE BASEBALL』）や、『土曜グランドスペシャル』で放送されていた、女子プロ野球チーム「ニューヤンキース」の試合も放送していたが、中断期間を経て再開された第2期からは、『火曜ワイドスペシャル』で放送された単発番組や『月曜ドラマランド』で放送された作品を再放送するようにもなった。
1980年9月に第2期が終了した後は、替わって土曜昼の時間帯に『サタデーイベントアワー』が編成されていたが、1983年4月に再開。その後も編成時間の変動や中断期間を置きながらも続いたが、1995年9月の第5期終了をもって本枠は終了した。

## 編成時間
いずれも日本標準時。

### 第1期
- 日曜 13:00 - 14:30 （1978年10月 - 1979年3月）

### 第2期
- 日曜 13:00 - 14:30 （1979年10月 - 1980年9月）

### 第3期
- 日曜 13:00 - 14:55 （1983年4月 - 1985年9月）
- 日曜 13:30 - 14:55 （1985年10月 - 1986年9月） - 13:30以前が『サンデープレゼント』という別の単発特番枠になったため、放送枠が30分縮小。
- 日曜 13:00 - 14:55 （1986年10月 - 1988年3月） - 『サンデープレゼント』の廃枠によって30分拡大。
- 日曜 13:30 - 14:55 （1988年4月 - 1988年9月） - 『いつみ・加トちゃんのWA-ッと集まれ!!』の放送開始によって30分縮小。
- 日曜 13:00 - 14:55 （1988年10月 - 1989年3月） - 『いつみ・加トちゃんのWA-ッと集まれ!!』の枠を取り込んで30分拡大。
- 日曜 13:00 - 14:25 （1989年4月 - 1990年3月） - 『TVハッスル帝国』の放送開始によって30分縮小。

### 第4期
- 日曜 13:30 - 14:55 （1990年10月 - 1991年9月）

### 第5期
- 日曜 14:00 - 14:55 （1993年4月 - 1994年3月）
- 日曜 13:30 - 14:55 （1994年4月 - 1995年9月） - 『関根&ルーの!クイズサクセス』の枠を取り込んで30分拡大。

## 放送番組・放送作品一覧
- アメリカ大リーグ実況中継
  - ドジャース×パドレス - 1978年10月1日放送（第1期初回）。
  - ドジャース×フィリーズ - 1978年10月8日放送。ナ・リーグ優勝決定シリーズ第3戦。
  - ヤンキース×ドジャース - 1978年10月15日放送。ワールドシリーズ第4戦。放送枠は11:15 - 13:30に繰り上げ拡大。これにより、11:30の『ふるさと紀行』（東海テレビ制作）は11:00に繰り上げ、12:00の『クイズ・ドレミファドン!』は13:30に繰り下げ、11:00の『竹村健一の世相を斬る』、11:45の『サンケイテレニュースFNN』、11:55の『フジテレビハイライト』（番宣番組）は全て休止。また同時期は日本シリーズ「ヤクルト×阪急」が開催されていたが、ヤクルトの球団株を所有するフジテレビはこの編成により、当日のヤクルト主催による同試合（第2戦）を中継出来ず、日本テレビが中継した。
  - オリオールズ×エンゼルス - 1979年10月7日放送（第2期初回）。ア・リーグ優勝決定シリーズ第1戦。
  - オリオールズ×パイレーツ - 1979年10月21日放送。ワールドシリーズ第7戦。
  - なお、1980年の大リーグ中継に関しては、
- プロ野球中継
- ニューヤンキース - 『土曜グランドスペシャル』廃枠後に継続。OPテーマ『ザ・ベースボール』（スリーヤンキース）も引き続き使用。
  - 激突!女子野球対オールスター - 1978年11月5日・同年同月19日放送。芸能人チーム「オールスターズ」との試合。ニューヤンキースから独立した「ブラックイーグルス」も出場。
  - 激突!女子野球対江戸の旋風 - 1978年12月3日放送。当時継続中の時代劇番組『江戸の旋風』（第4シリーズ）出演者との試合。
  - 激突!女子野球シリーズ - 1979年2月18日放送。ニューヤンキース×ブラックイーグルスの試合。
- オールスターゴルフ大会
- プロボクシングチャンピオンカーニバル
- 女子テニスウィンブルドン大会
- バレーボール日本リーグ
- チャレンジ・ザ・ギネス
- THE MANZAI
- FNS番組対抗!なるほど!ザ・春秋の祭典スペシャル
- ひょうきんスペシャル
- ムツゴロウとゆかいな仲間たち
- タモリのこれが世界の珍商売
- どきどき婦警さん
- 偏差値クイズ王座決定戦
- 全日本女子プロレス中継
- 東西対抗ちびっこなつメロ歌合戦 - 1988年には、当時8歳だった水樹奈々が愛媛県代表として出場。その当時の映像がフジテレビに残されており、同局の『めざましテレビ』で流されたこともある。
- 北の国からスペシャル
- 世界の超豪華・珍品料理
- 喜劇団体列車
- スーパー頭脳大賞スペシャル - 「風が吹けば桶屋が儲かる」をモチーフにした、視聴者参加の連動式マシーン（いわゆるピタゴラ装置）によるコンテスト番組。
- 引田天功（2代目）大脱出
- さんまのまんま大全集
- 日本の温泉ベスト100
- オレゴンから愛スペシャル
- 紅白そっくり大賞
- プロ野球珍プレー・好プレー大賞
- 心はロンリー気持ちは「…」
- FNS番組対抗NG大賞
- アナウンサーぷっつん物語スペシャル
- ドキッ!丸ごと水着 女だらけの水泳大会
- 『オールスター夢の球宴』珍プレー好プレー傑作集 - 1988年10月2日放送。かつて放送された芸能人対抗野球大会の珍プレー好プレー特集で、1979年3月20日に放送された、ニューヤンキース&ブラックイーグルスと、ザ・ドリフターズ率いる「パーフェクト」との試合『女子野球だよドリフターズ!』も取り上げた。元々は1987年8月より、それまで火曜プロ野球ナイター中継の雨傘番組として編成されていた『オールスター紅白大運動会 栄光の青春・激斗編』（『オールスター紅白大運動会』の総集編）が野球の雨天中止に伴い放送（1987年7月14日）されたので、新たに雨傘番組として編成されていたが、中継はすべて予定通り行われ、翌1988年火曜雨傘番組に回されたが、そこでも中継は予定通り行われたため、この日に当枠に回されようやく放送された。放送枠はこの日より13:00 - 14:25となるも、当日は14:03 - 14:54に『東海クラシックゴルフ』中継（東海テレビ制作）が編成されたため、12:00 - 13:50に繰り上げ拡大して放送した（12:00の『WA-ッと集まれ』は既に終了）。
- クイズ!世にも不思議な逆回転スペシャル
- 発表!日本ものまね大賞
- 木村太郎の地球報告
- 郁恵・井森のNG料理はおまかせ!爆音・火柱・絶叫!一挙公開㊙名場面集
- 沓掛時次郎（二代目大川橋蔵主演版） - 1984年12月14日放送。1週間前の12月7日に大川が逝去されたのに伴い、追悼特集として、1981年4月17日に同局の『時代劇スペシャル』（初回）で放送された作品を再放送。当日はテレビ東京でも大川の追悼特集として、15:00に大川主演映画『おしどり道中』（1959年東映作品。佐々木康監督）が放送、2局で大川追悼特集が放送された。
- ほか多数

なお、1987年から毎年夏にこの時間帯に放送される『FNSの日』は、本枠放送番組とされていない。